# Alexander Graham Bell
Pour les articles homonymes, voir Bell.
Compléments
Conjointe :
Mabel Gardiner Hubbard (marié 1877–1922)
Ascendants :
Alexander Melville Bell, Eliza Grace Symonds Bell
Descendants :
Quatre enfants. Deux fils morts durant leur enfance et deux filles
Famille :
Gardiner Greene Hubbard (beau-père), Gilbert Hovey Grosvenor (beau-fils), Melville Bell Grosvenor (grand-père)
Alexander Graham Bell, né le 3 mars 1847 à Édimbourg en Écosse et mort le 2 août 1922 à Beinn Bhreagh au Canada, est un scientifique, un ingénieur et un inventeur scotto-canadien, naturalisé américain en 1882, qui est surtout connu pour l'invention du téléphone, pour laquelle l'antériorité d'Antonio Meucci a depuis été reconnue le 11 juin 2002 par la Chambre des représentants des États-Unis. Il a été lauréat de la médaille Hughes en 1913.
La mère et la femme (Mabel Gardiner Hubbard) d'Alexander Bell étaient sourdes, ce qui a encouragé Bell à consacrer sa vie à apprendre à parler aux sourds. Il était en effet professeur de diction à l'université de Boston et un spécialiste de l'élocution, profession connue aujourd'hui sous les noms de phonologue ou phoniatre. Le père, le grand-père et le frère de Bell se sont joints à son travail sur l'élocution et la parole. Ses recherches sur l'audition et la parole l'ont conduit à construire des appareils auditifs, dont le couronnement fut le premier brevet pour un téléphone en 1876. Toutefois, Bell considéra par la suite son invention la plus connue comme une intrusion dans son travail de scientifique et refusa même d'avoir un téléphone dans son laboratoire.
D'autres inventions marquèrent la vie d'Alexander Graham Bell : les travaux exploratoires en télécommunications optiques, l'hydroptère en aéronautique. En 1888, il devint l'un des membres fondateurs de la National Geographic Society.

## Biographie

### Enfance et vie familiale

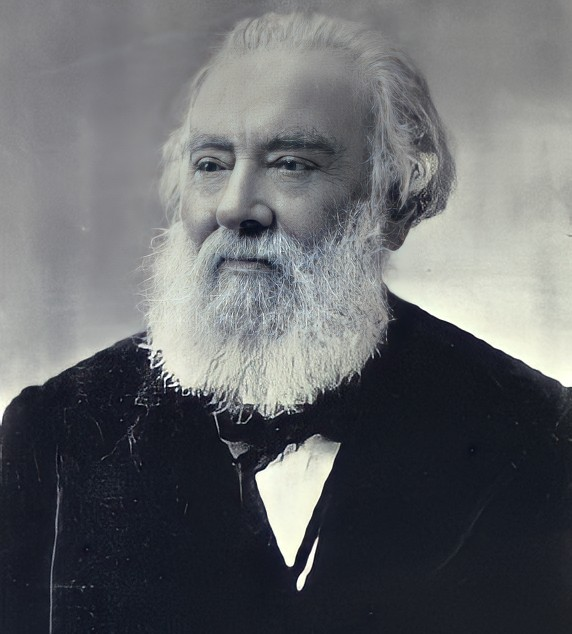
Alexander Melville Bell, son père.

Alexander Graham Bell est né à Édimbourg en Écosse le 3 mars 1847. La résidence familiale se trouve au numéro 16, South Charlotte Street à Édimbourg. C'était un appartement spacieux que la famille avait pu acquérir grâce à la prospérité apportée par les conférences que donnait le père. Une plaque commémorative y est d'ailleurs apposée.
Alexander avait deux frères : Melville James Bell (1845-1870) et Edward Charles Bell (1847-1867), tous deux morts de la tuberculose. Son père Alexander Melville Bell était universitaire, dans la phonétique acoustique, et sa mère était Eliza Grace (née Symonds). Alexandre, alors âgé de 10 ans, réclama à son père de pouvoir porter un deuxième prénom, comme ses frères. Son père accepta et lui permit, à l'occasion de son 11e anniversaire. Il choisit « Graham » en raison de son admiration pour Alexander Graham, un interne canadien soigné par son père, qui devint un ami de la famille.
Dès son jeune âge, Alexander Graham Bell avait beaucoup d'intérêt pour les collections de spécimens naturels. Son père, qui sut reconnaître sa passion, commença donc à l’intéresser à la biologie. De l'autre côté, sa mère lui transmit son amour pour la musique. Bell avait un véritable don pour jouer d'oreille mais il perdit cette capacité lorsqu'il apprit à lire la musique. Il a d'ailleurs eu le désir de faire carrière dans la musique, grandement inspiré par les leçons du pianiste Benoît-Auguste Bertini. Même si ce désir disparut, l'expérience fut tout de même utile et il écrivit dans son autobiographie : « Je suis porté à croire […] que ma passion précoce pour la musique m'a bien préparé à l'étude scientifique des sons ».
Alexander Graham Bell a eu la chance de passer sa jeunesse à Édimbourg en Écosse, une ville qui avait à l'époque pour surnom « L'Athènes du Nord » ou encore « La Mecque des scientifiques ». En effet la ville était nettement supérieure à Londres dans plusieurs domaines, notamment scientifiques, médicaux et littéraires. La ville fut le lieu de naissance de plusieurs inventions comme le navire en fer, le fusil à chargement par la culasse, et les méthodes chirurgicales antiseptiques de Joseph Lister. Sa famille accueillit des personnalités célèbres telles que Alexander John Ellis et Charles Wheatstone.
En 1869, le révérend Thomas Henderson, un homme qu'Alexander Melville Bell rencontra lors de son voyage en Amérique du Nord, encouragea la famille à s'établir près de la région de Boston. La famille n'accepta d'abord pas l'invitation, mais ils changèrent d'avis à la suite de la mort de Melville James Bell en 1870. La famille arriva au Québec le 1er août 1870 et ils partirent pour Paris (Ontario), que le père d'Alec avait visité quelques années plus tôt accompagné de Melville James Bell. Quelques jours plus tard, la famille finit finalement par acheter Tutelo Heights, une maison en campagne près de Brantford qui donne sur la rivière Grand (Ontario).

### Éducation
En 1857, le parcours scolaire d'Alexander Graham Bell débuta alors qu'il intégrait la Hamilton Place Academy. Le jeune Alex se considère comme un mauvais élève avec un grand manque d'ambition. Il est d'ailleurs solitaire et se trouve dans la rêverie. À la suite de l'achat de Milton Cottage par ses parents, Alex découvrit une grande variété d'endroits pour rêver. Par contre, ce manque d'ambition disparaîtra à l'âge de 15 ans lorsqu'il fut envoyé à Londres pendant un an pour vivre chez son grand-père. Plus tard, Alexander reconnut que son grand-père avait éveillé en lui la motivation qui guiderait l'ensemble de son œuvre et le fit rougir de son ignorance des matières scolaires. De plus, son grand-père le convainquit de l'importance de la parole qu'il considérait comme la caractéristique ultime de l'être humain. Au terme de son voyage, Alexander et son père rencontrèrent Charles Wheatstone, un scientifique de premier plan et chercheur en télégraphie. De 1868 à 1870, Bell fit un séjour au University College de Londres où il suivit des cours d'anatomie et de physiologie. Par contre, celui-ci ne continua pas jusqu'au diplôme.
Comme ses frères, Bell reçut très jeune des cours à la maison par son père. Il fut également enrôlé très tôt à la Old Royal High School d'Édimbourg en Écosse, qu'il quitta à l'âge de quinze ans, finissant seulement les quatre premières années. Il ne fut pas un brillant élève, sa scolarité ayant plus été marquée par l'absentéisme et des résultats ternes. Son principal intérêt restait les sciences, et plus particulièrement la biologie, alors qu'il traitait les autres sujets avec indifférence, à la plus grande consternation de son père. Après avoir quitté l'école, Bell déménagea à Londres pour vivre avec son grand-père, Alexandre Bell. Il prit goût à l'enseignement durant les années qu'il passa avec son grand-père, grâce à de longues et sérieuses discussions mais aussi de nombreuses heures d'études. Son grand-père fit de gros efforts pour que son petit-fils parle clairement et avec conviction, qualités nécessaires pour qu'il puisse être un bon enseignant.
À l'âge de seize ans, Bell fut nommé étudiant-professeur de diction et de musique à la Weston House Academy (Elgin, Moray, Écosse). Il était lui-même étudiant en latin-grec, mais donnait des cours pour 10 $ la session. L'année suivante, il rejoignit son frère Melville à l'université d'Édimbourg.

### Relation avec Gardiner Greene Hubbard et Mabel Gardiner Hubbard
En 1872, Alexander Graham Bell fait la rencontre de Gardiner Greene Hubbard, président de la Clarke Institution et conseiller juridique en propriété industrielle. Celui-ci apprend à Bell que sa fille Mabel Gardiner Hubbard est devenue sourde à l'âge de cinq ans en raison d'une scarlatine et propose à celui-ci de donner des cours à sa fille dans le but de retrouver la parole. C'est en novembre 1873 qu'Alexander Graham Bell, alors âgé de 26 ans, commence à donner des cours à Mabel. Il tombe immédiatement amoureux de son élève de 15 ans.

### Première invention

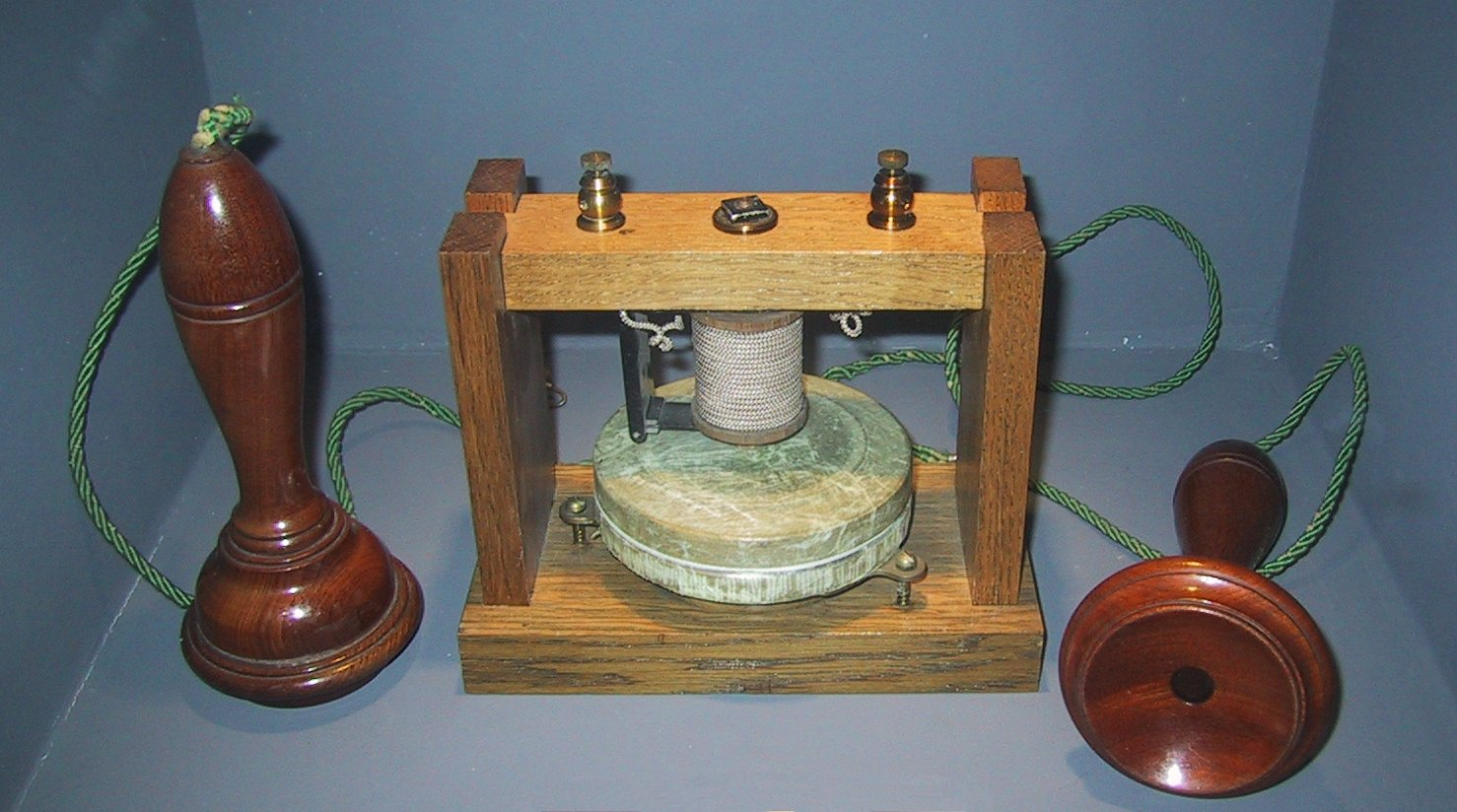
Système Bell (1877).

Dès son plus jeune âge, Bell disposait d'une grande curiosité pour le monde qui l'entourait, qui fut attisée par les collections d'espèces de plantes, les rêveries et les promenades à Milton Cottage. C'est en 1858 qu'Alexander Graham Bell mit au point sa première création, il avait alors 12 ans. Il jouait avec son meilleur ami Benjamin Herdman sur le terrain familial de ce dernier, lorsque le père de Benjamin, John Herdman, leur enjoignit de se rendre utiles. Le jeune Alexander demanda ce qu'il pouvait faire. On lui expliqua que le blé devait être décortiqué à l'aide d'un procédé complexe et laborieux. C'est à ce moment qu'Alexander transforma une machine en un appareil qui combinait des palettes tournantes et un ensemble de brosses à ongles. Cette machine pour le décorticage du grain fut utilisée avec succès pendant plusieurs années. En retour, John Herdman donna aux deux garçons un petit atelier où « inventer »,. Des années plus tard il créa le tout premier téléphone électromagnétique (le téléphone à ficelle fut inventé antérieurement en 1667 par Robert Hooke) ; puis Bell créa ensuite le téléphone à cornet.

### Prise de conscience
Bell montra très jeune un vif intérêt, et un talent, pour la peinture, la poésie et la musique, soutenu en cela par sa mère. Bien que d'un naturel calme et introspectif, il faisait couramment des « blagues vocales » et de la ventriloquie pour divertir la famille. Bell fut très affecté par la surdité graduelle de sa mère (elle commença à perdre l'audition quand Bell avait 12 ans) et apprit un petit manuel de langue des signes. Ainsi, il pouvait s'asseoir à côté d'elle et converser silencieusement dans le salon familial. Il développa également une technique de parler par des sons clairs et modulés directement sur le front de sa mère, ce qui lui permettait d'entendre son fils relativement clairement. La préoccupation de Bell au sujet de la surdité de sa mère le conduisit à étudier l'acoustique.
Sa famille était depuis longtemps associée à l'enseignement de l'élocution : son grand-père, M. Alexandre Bell, à Londres, son oncle à Dublin et son père à Édimbourg étaient professeurs de diction. Son père a publié énormément à ce sujet, et nombre de ses travaux sont encore bien connus actuellement, surtout The Standard Elocutionist, apparu dans 168 éditions britanniques et vendu à plus de 250 000 exemplaires aux États-Unis seulement. Dans ce traité son père explique les méthodes qu'il a développées pour apprendre aux sourds-muets (appellation de l'époque) à articuler les mots et lire sur les lèvres des autres afin de comprendre les messages qui leur étaient adressés. Le père d'Alexandre lui avait expliqué ainsi qu'à ses frères de ne pas seulement écrire mais aussi identifier chaque symbole et le son l'accompagnant. Alexandre devint si doué qu'il fut l'assistant de son père lors de démonstrations publiques où il étonna l'assistance par ses facultés à déchiffrer les symboles du latin, du gaélique et du sanskrit.

### Première expérience avec le son
Le père de Bell encouragea l'intérêt de son fils pour la parole et, en 1863, l'emmena voir un automate développé par Sir Charles Wheatstone. Cet automate était basé sur les précédents travaux de Baron Wolfgang von Kempelen. « L'homme mécanique », très rudimentaire, simulait une voix humaine. Alexandre fut fasciné par cette machine. Il obtint une copie de l'ouvrage de von Kempelen (en allemand) et la traduisit péniblement. Il construisit alors avec son frère Melville leur propre automate (une tête). Leur père, très intéressé par ce projet, leur paya toutes les fournitures et pour les encourager, leur promit un « prix » s'ils réussissaient ce projet. Alors que son frère construisait la gorge et le larynx, Alexandre surmonta la difficile tâche de recréer un crâne réaliste. Ces efforts furent récompensés car il créa une tête aussi vraie que nature, capable de prononcer seulement quelques mots. Les garçons ajustèrent précautionneusement les « lèvres » et quand un soufflet d'air forcé passa à travers la trachée, un très reconnaissable « maman » se fit entendre, au plus grand plaisir des voisins qui vinrent voir l'invention du fils Bell.
Intrigué par les résultats de cet automate, Bell continua ses expériences sur un sujet vivant, le Skye Terrier de la famille Trouve. Après qu'il lui apprit à faire des grognements continus, Alexandre manipula les lèvres et les cordes vocales de son chien pour produire un son brut « Ow ah oo ga ma ma ». Avec un peu de volonté, les visiteurs pouvaient croire que le chien articulait « How are you grandma? » (« Comment allez-vous grand-mère ? »). Bell était assez joueur et ses expériences ont convaincu plus d'un visiteur d'avoir affaire à un chien parlant. Quoi qu'il en soit, ces premières expériences avec les sons encouragèrent Bell à entreprendre ses premiers travaux sérieux sur le son en utilisant une fourchette modifiée pour étudier la résonance. À l'âge de 19 ans, il écrivit un rapport sur son travail et l'envoya au philologue Alexander Ellis, un collègue de son père, qui sera plus tard décrit comme le professeur Henry Higgins dans Pygmalion. Ellis lui répondit immédiatement, lui expliquant que ses travaux étaient similaires à ceux existant en Allemagne. Consterné d'apprendre que le travail exploratoire avait déjà été entrepris par Hermann von Helmholtz qui avait transporté des voyelles avec une fourchette modifiée semblable à la sienne, il étudia de manière approfondie le livre du scientifique allemand (Sensations of Tone). Travaillant sur sa propre mauvaise traduction de l'édition originale allemande, Alexandre fit fortuitement la déduction qui fut la ligne directrice de tous ses futurs travaux sur la transmission du son, reportant : « Sans en connaître beaucoup sur le sujet, il me semblait que si les voyelles pouvaient être produites par de l'électricité, les consonnes pourraient également l'être, et ainsi il serait possible de reproduire la parole », et il remarqua aussi plus tard : « Je pensais qu'Helmholtz l'avait fait… et que mon échec était seulement dû à ma méconnaissance de l'électricité. Ce fut une erreur constructive… Si j'avais été capable de lire l'allemand en ce temps-là, je n'aurais sans doute jamais commencé mes expériences »,.

### Historique de ses recherches et inventions
Pendant ses années passées à l'université d'Édimbourg (1864-1865) et à Elgin (Écosse) (1886-1887), Alexander pratiqua des expériences sur la physiologie de la parole et étudia la hauteur et la formation des voyelles. Encouragé par son père, Bell nota l'ensemble de ses résultats de ses recherches par écrit. Un peu plus tard, Alexander John Ellis découvrit les recherches et fut très impressionné par l'un des rapports de mars 1866. Il l'invita donc à entrer à la Philological Society de Londres, alors que Bell était encore adolescent.
En 1872, la rencontre avec Gardiner Greene Hubbard fut importante pour Bell, car celui-ci s'intéressait aux inventions électriques, plus particulièrement le télégraphe. De plus, Alexander Graham Bell correspondait toujours avec son père, et à la suite de l'envoi d'une lettre Bell explora l'idée de créer un télégraphe qui aurait la particularité d'envoyer plusieurs messages sur un même fil télégraphique. Il assista donc à différentes conférences au Massachusetts Institute of Technology, ce qui lui donna une piste pour la création du futur téléphone. Alexander Graham Bell commença donc à faire des expériences sur le télégraphe multiplex et y voyait une occasion de briser le monopole de la Western Union Telegraph Company.
Bien qu'il ne soit pas le seul à avoir eu l'idée d'inventer le téléphone, Bell fut considéré comme le premier à réussir de façon satisfaisante à transformer le son en impulsions électriques dans un émetteur et à transformer ces signaux en discours audible dans un récepteur. C'est en 1874, alors qu'il est de passage en Ontario, au moment où il venait de son phonoautographe qui lui est venu une théorie. Celle-ci disait que des anches magnétisées induiraient un courant ondulatoire qui serait transmis par fil à un électro-aimant qui convertirait ce courant en vibration qui se répercuterait sur un diaphragme, reproduisant ainsi le son original. Mais le principal problème était de savoir si la voix humaine était assez puissante pour induire le courant. De retour dans la ville de Boston, Alexander loua un laboratoire dans le grenier de la boutique de son fournisseur de matériel électrique dans le but de poursuivre ses recherches et ses expériences jours et nuits. C'est pendant cette période qu'Alexander Graham Bell entame sa collaboration avec Thomas A. Watson.

### Carrière d'enseignement de la phonétique

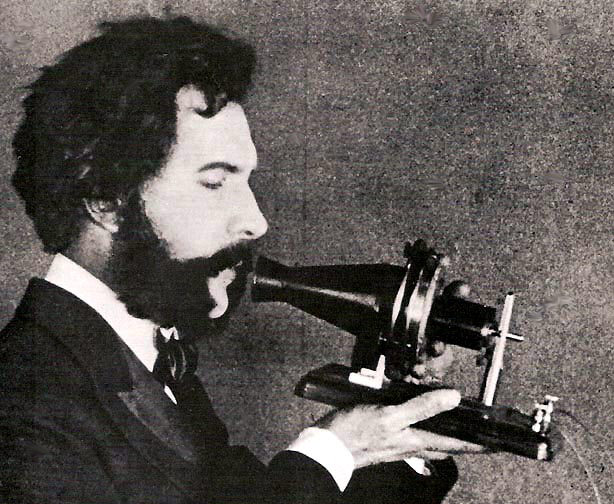
Acteur représentant Bell parlant au téléphone en 1876 (1926).

Bell a consacré sa vie à apprendre à parler aux sourds, encouragé par la surdité de sa mère et de sa femme. Il était professeur de diction à l'université de Boston et spécialiste de l'élocution, on dirait aujourd'hui « phonologue » ou « phoniatre ».
La carrière d'Alexander Graham Bell dans le domaine de l'enseignement commença à l'âge de seize ans. En effet, Alex sentait le besoin de devenir plus autonome et de subvenir lui-même à ses besoins. Ainsi, malgré son très jeune âge, il obtint un poste de professeur stagiaire dans le domaine de la musique et de l'élocution à la Weston House Academy, une école de garçons à Elgin (Écosse). Lors de cette période d'enseignement, Alexander Graham Bell reçut en compensation une instruction en latin et en grec pour une période d'un an. En 1867, Alexander Melville Bell déposa un important traité et décida de prendre son fils comme assistant et lui confia la tâche d'enseigner à ses élèves sourds au cours de son absence,.
Un peu plus tard, en 1868, son père lui demanda d'adapter ses techniques de langages visibles et de les utiliser pour enseigner à des enfants atteints de surdité dans une école de Kensington (Londres) pendant que lui-même ferait une tournée de conférence sur le continent américain avec son frère, Melville James Bell. Deux ans après la visite de ceux-ci en Amérique du Nord, lorsque la famille Bell émigra en Ontario, Alexander Graham Bell quitta ses parents pour enseigner à l'école de Sarah Fuller (en) à Boston. Cet externat pour les sourds ouvrit un an après une conférence d'Alexander Melville Bell au Lowell Institute à Boston et avait pour but de mettre à l'essai les nouvelles méthodes orales d'enseignement. Pendant cette période, Alexander Graham Bell va à l'encontre de l'opinion publique qui stipulait que les personnes sourdes étaient forcément muettes et n'avaient pas leur place dans la société de l'époque. Il réussit d'ailleurs à démontrer dans la capitale du Massachusetts comment utiliser les techniques de langage visible pour former les enseignants. Ainsi, après quelques semaines seulement, Bell parvint à enseigner aux enfants plus de 400 syllabes. Ce succès fut très bien accueilli, au point que Bell put présenter son œuvre à la Clark Institution for Deaf-Mutes de Northampton (Massachusetts) ainsi qu'à l'American Asylum for the Education and Instruction of Deaf and Dumb à Hartford (Connecticut). La demande pour ses services devient alors importante et en 1872, Alexander Graham Bell ouvre sa propre école pour les malentendants dans la ville de Boston. Cette école sera ultérieurement rattachée à l'université de Boston où « Aleck » (surnom donné à Alexander Graham) sera nommé professeur de physiologie vocale en 1873,.
Bell défend ses convictions jusqu'à sa mort et se définit avant tout comme un enseignant pour les sourds et affirme que l'ensemble de son œuvre phonétique est sa plus grande contribution à l'humanité. Par contre, il fut au centre d'une controverse en raison de la vigueur avec laquelle il défendait le fait que les sourds pouvaient parler sans utiliser la langue des signes, qui était beaucoup plus largement utilisée à l'époque.

### Autres activités
Il épouse Mabel Gardiner Hubbard (1857-1923), la fille de son mécène Gardiner Greene Hubbard (premier président de la National Geographic Society), sourde à la suite d'une scarlatine, et élève de Graham Bell. Le couple aura quatre enfants.
Vers 1870, il se rend dans la réserve des Six Nations et traduit la langue mohawk en Visible Speech ; il devint en récompense chef honoraire de la tribu,.
Inventeur chevronné, il est surtout connu pour être le père du téléphone, bien que cette paternité soit controversée (cf plus bas).
« Venez Watson, j'ai besoin de vous ! » (« M.. Watson -- Come here -- I want to see you. ») est la première conversation téléphonique de l'histoire (le 10 mars 1876, à Boston), qu'il eut avec son assistant qui se trouvait alors dans une autre pièce.
En 1876, à l'exposition du centenaire de l'indépendance des États-Unis à Philadelphie, Bell rencontre Dom Pedro II, empereur du Brésil. Ce dernier s'intéresse au téléphone de Bell et demande une démonstration. Bell lui récite le fameux monologue d'Hamlet de Shakespeare « To be, or not to be ». Il fonde la Bell Telephone Company.
Alexander Graham Bell est initialement attiré par la musique. Il s’en détourne cependant au profit d’études sur la phonétique, suivant les traces de son père et probablement touché par les problèmes de surdité dont souffrait sa mère. Après des études à l'université d'Oxford (Angleterre), il s’établit au Canada en 1870, puis aux États-Unis d’Amérique un an plus tard. Il fonde en 1872 une école pour les malentendants et commence ses travaux qui aboutiront au téléphone. Convaincu de pouvoir transformer les ondes sonores en impulsions électriques dès 1874, il réalise son rêve en 1876. L’invention connaît rapidement un succès retentissant qui aboutit en 1877 à la création de la compagnie téléphonique Bell. La fortune aidant, Bell fonde le Volta Laboratory et se tourne alors vers d’autres champs d’expérimentations, jetant les bases du gramophone, s’intéressant à l’aviation, et aux transports nautiques.
En mars 1880, Graham Bell dépose à la Smithonian Institution un pli cacheté. La rumeur circule que Bell vient de mettre au point un appareil permettant la vision à distance. En fait il s'agit de la description du photophone, un appareil permettant de transmettre le son par un rayon lumineux, grâce aux propriétés photosensibles du téléphone. Bell a fait par la suite diverses déclarations à la presse concernant la possibilité de voir à distance par l'électricité (1885, 1893, 1894), confirmant qu'il considérait l'hypothèse comme plausible. Ses notes attestent qu'il a travaillé sur la question.
Il se joint à la National Geographic Society, dont il est président de 1897 à 1903. Quoiqu'il ne soit pas l'un des 33 fondateurs originaux, Bell a une influence majeure sur la Société.
En 1884, il fait partie des fondateurs de l'American Institute of Electrical Engineers (AIEE en abrégé) ; ils proviennent de diverses industries, telles l'énergie électrique, la télégraphie et lui comme représentant de l'industrie du téléphone. L'AIEE deviendra plus tard l'IEEE.

### Décès
Bell décède des suites des complications provoquées par son diabète le 2 août 1922, dans son domaine privé de Beinn Bhreagh, en Nouvelle-Écosse, à l'âge de 75 ans. Bell était également atteint d'anémie pernicieuse. Sa dernière vision de la terre qu'il avait habitée fut un clair de lune sur la montagne à deux heures du matin. Assistant son mari après sa longue maladie, Mabel a murmuré : « ne me quitte pas ». En guise de réplique, Bell a tracé le signe « non » et a expiré.
En apprenant la mort de Bell, le premier ministre canadien Mackenzie King a câblé à Mme Bell :

« Le gouvernement vous exprime notre sentiment de perte irrémédiable pour le monde en la mort de votre distingué mari. Il sera à tout jamais une source de fierté de notre pays pour la grande invention, à laquelle son nom est associé pour toujours, et une partie de son histoire. Au nom des citoyens du Canada, permettez-moi de vous exprimer notre gratitude et notre sympathie combinées. »

Le cercueil de Bell fut réalisé en pin de Beinn Bhreagh par son personnel de laboratoire, bordé du tissu de soie rouge qui était utilisé dans ses expériences de cerf-volant tétraédrique. Afin de célébrer sa mémoire, son épouse a demandé aux invités de ne pas porter le noir (la couleur funéraire traditionnelle) lors du service, au cours duquel le soliste Jean MacDonald a entonné un couplet de Robert Louis Stevenson, Requiem :
Sous un vaste ciel étoilé,

Creusez la tombe et laissez-moi reposer.

Joyeux ai-je vécu et joyeux suis-je entré dans la mort

Et je m'allonge en vous confiant le flambeau.
Le 4 août 1922, dès la conclusion de l'enterrement de Bell, « tous les téléphones sur le continent de l'Amérique du Nord ont été réduits au silence pendant une minute en l'honneur de l'homme qui avait donné à l'humanité les moyens de communication directe à distance ». Alexander Graham Bell a été enterré au sommet de la montagne de Beinn Bhreagh, où il résidait de plus en plus souvent dans les trente-cinq dernières années de sa vie, avec une vue sur le lac Bras d'Or. Son épouse Mabel et ses deux filles Elsie May et Marion lui survécurent.
Bell est mort dans sa propriété de Baddeck. La plaque placée sur sa tombe comprend, comme il l'avait précisé, les mots « Mort citoyen des États-Unis ».

## Controverses à propos de l'invention du téléphone
Alexander Graham Bell et Elisha Gray inventèrent chacun de leur côté, et à la même période, la technique de conversation par téléphone. Gray déposa son brevet deux heures avant Bell mais c'est ce dernier qui reçut la gloire et la fortune, au grand malheur de Gray.
Comme l'a reconnu la Chambre des représentants des États-Unis en 2002, le téléphone était aussi l'invention de l'italien Antonio Meucci. En effet, dès 1850, ce dernier avait créé le Télettrophone, ancêtre du téléphone dont il sera fait mention dans un journal américain dix ans plus tard. C'est à ce moment-là qu'Edward B. Grant, vice-président de la Western Union Telegraph Company, prend contact avec Meucci pour lui demander une démonstration, lui proposant d'entreposer son matériel dans ses locaux. On soupçonne alors Bell d'être allé jeter un coup d’œil au prototype de Meucci dans les locaux de la Western Union Telegraph Company. Il n'a ensuite eu qu'à attendre que Meucci perde les droits sur son invention, faute d'argent pour les payer, pour déposer son propre brevet en 1876.

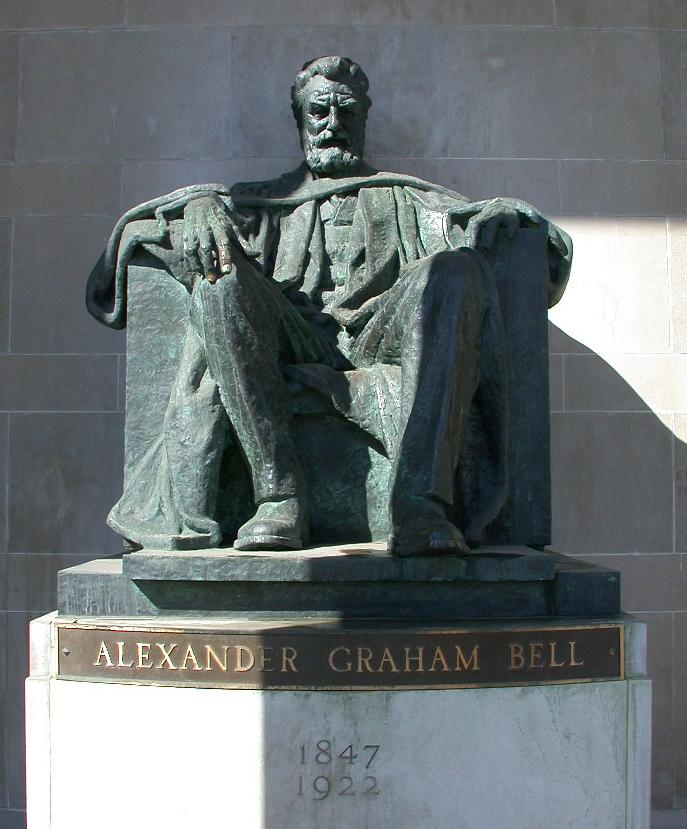
Statue d'Alexander Graham Bell située devant l'immeuble du Brantford Bell Telephone.

## Honneurs et hommages
- Le bel (« B ») est une unité acoustique (et électrique) nommée en l'honneur de l'inventeur.
- Les Laboratoires Bell portent son nom.
- La compagnie canadienne de téléphonie Bell Canada porte son nom. Son siège social est situé 1, carrefour Alexander-Graham-Bell à Montréal.
- La société franco-canadienne de téléphonie Bell Corporation porte également son nom.
- Alexander Graham Bell est une chanson du groupe britannique Sweet.
- Le nom du réseau publicitaire mobile Mister Bell est un clin d'œil à l'inventeur du téléphone.
- L'IEEE octroie des médailles appelées IEEE Alexander Graham Bell Medal.
- La National Geographic Society accorde des médailles appelées « Alexander Graham Bell Medal ».

## Filmographie
Alexander Graham Bell a été interprété à l'écran par :
- 1939 : Don Ameche dans Et la parole fut ;
- 1940 : Nerio Bernardi dans Antonio Meucci ;
- 1957 : Jim Ameche dans L'Histoire de l'humanité ;
- 1982 : Kip Gilman dans Voyages au bout du temps ;
- 1992 : John Bach dans The Sound and the Silence ;
- 2007 : Bill Lippincott dans Netherbeast Incorporated ;
- 2008 : John Tench dans Les Enquêtes de Murdoch ;
- 2016 : Mark Boyd dans MacGyver.

## Documentaire
- 2008 : Le Fabuleux Destin des inventions (épisode Du Rififi sur la Ligne)

## Jeu vidéo
- Bell est un personnage secondaire du jeu vidéo Assassin's Creed Syndicate. Il est un des alliés des héros qu'il aide en leur confectionnant des armes.